# Freimeister
Freimeister ist eine vom Mittelalter bis zum 18. Jahrhundert übliche Bezeichnung für einen Meister, der keiner Gilde, Zunft oder Zeche unterstellt war.
Die Freimeisterei war eine Ausnahmeregelung zumeist für Kunstmaler, Künstler oder Bildhauer, damit sie ihre Produkte legal verkaufen konnten. Der Stadtrat konnte unabhängig von den Zünftevorstehern, die oft auch mit in den Stadträten saßen, entscheiden, ob Sondergenehmigungen an Bürger ausgegeben wurden, die besondere Leistungen oder Fertigungen erbringen konnten.
Die Zünfte waren prinzipiell gegen die Freimeister, da sie darin eine ihnen unliebsame Konkurrenz sahen. Freimeister genossen einen guten Ruf bei Adel und Kirche und bildeten sich zumeist auf autodidaktische Art selbst aus oder erhielten eine Ausbildung bei anderen Freimeistern. Johannes Gutenberg, Lucas Achtschellinck oder Cornelis de Vos waren bekannte Freimeister.
Den Freimeistern fehlten einzelne den Zunftmitgliedern zustehende Rechte wie das Ausbilden von Lehrlingen.
Über die Aufnahme von Handwerkern in die mittelalterlichen Zünfte ist in einem Buch zur Geschichte der Städteverfassung aus dem Jahr 1870 nachzulesen:

„Machte z. B. eine Zunft unbillige Schwierigkeiten, so pflegte der Rath [Anm.: Stadtrat] die Aufnahme zu befehlen. Und wenn die Zünfte den obrigkeitlichen Anordnungen keine Folge leisten wollten, oder sogar ihre Gewerbe einstellten, so pflegten die Räthe neben den Zünften noch sogenannte Freimeister, Freibäcker, Freimetzger u. a. m. zu ernennen, oder die Zünfte selbst sogar zu suspendiren, bis dieselben wieder gehorchten, z. B. in Lübeck.“